# Kim Stanley
Kim Stanley (Tularosa, Nou Mèxic, Estats Units, 11 de febrer de 1925 − Santa Fe, Nou Mèxic, 20 d'agost de 2001) va ser una actriu estatunidenca.

## Biografia[1]
El seu veritable nom era Patricia Beth Reid, i va néixer a Tularosa, Nou Mèxic. Els seus pares eren Ann Miller, una decoradora d'interiors, i J. T. Reid, professor de filosofia i educació de la Universitat de Nou Mèxic. El seu pare era d'ascendència irlandesa o escocesa, encara que nascut i criat a Texas, on va conèixer la seva mare, d'ascendència alemanya i anglesa. Stanley va tenir tres germans: Howard Clinton Reid, psiquiatre; Kenneth Reid, mort entrenant com a pilot durant la Segona Guerra Mundial; Justin Truman Reid, advocat, i una germana, Carol Ann Reid. Stanley va ser estudiant d'art dramàtic de la Universitat de Nou Mèxic, formant-se posteriorment en el Pasadena Playhouse. El seu nom artístic el va elegir utilitzant el cognom de la seva àvia materna.
Stanley va ser una actriu teatral d'èxit en el circuit de Broadway, rebent en els seus inicis bones crítiques per part de Brooks Atkinson, crític del New York Times. Va ser estudiant de l'Actors Studio, formant-se sota tutela d'Elia Kazan i Lee Strasberg. El 1952 va rebre el Premi Theatre World per la seva interpretació d'"Anna Reeves" a l'obra de Horton Foote The Chase. A més, va treballar en èxits de Broadway com a Pícnic (1953, en el paper de Millie Owens), The Traveling Lady, i Bus Stop (1955, en el paper de Cherie).
El 1959 va ser nominada a un Premi Tony per A Touch of the Poet i el 1962 al Tony a la Millor Actriu Principal en una Obra de Teatre pel seu retrat d'Elizabeth von Ritter a la peça de Henry Denker A Far Country. Stanley també va ser Maggie en "La gata sobre la teulada de zinc" a la producció original estrenada a Londres.
Stanley va ser també primera actriu de drames televisius a Nova York en els anys cinquanta. Entre els seus molts papers protagonistes va ser Wilma a l'obra de Horton Foote A Young Lady of Property emesa en el programa Philco-Goodyear Television Playhouse el 5 d'abril de 1953.
Després d'una ferotge crítica a Anglaterra, a causa d'haver actuat a Londres representant la producció d'Actors Studio de l'obra d'Anton Txékhov Les Tres Germanes (1965), va prometre no tornar a treballar mai més al teatre, promesa que va mantenir durant la resta de la seva vida.
La primera pel·lícula de Stanley va ser The Goddess, producció dirigida per John Cromwell. El 1964 va treballar a Seance on a Wet Afternoon guanyant el premi del National Board of Review i el premi de la crítica de Nova York a la millor actriu, sent nominada a més per l'Oscar a la millor actriu i a un premi BAFTA. El 1966 va rodar la versió per al cinema de Les Tres Germanes, film en el qual va treballar al costat de Geraldine Page, Sandy Dennis, Shelley Winters i altres actors ben coneguts de l'Actors Studio.
Stanley va ser nominada a l'Oscar a la millor actriu secundària i a un Globus d'Or per la seva actuació com la possessiva mare de Frances Farmer al film Frances (1982). Un altre paper destacat va ser el de Pancho Barnes a Elegits per a la glòria.
A més, Stanley va ser la narradora (sense sortir als crèdits) de la pel·lícula de 1962 To Kill a Mockingbird.
Kim Stanley va rebre dos Emmy. Un d'ells el Primetime Emmy a la millor actriu en minisèrie o telefilm per l'episodi A Cardinal Act of Mercy de la sèrie Ben Casey (1963), i un altre el Primetime Emmy a la millor actriu de repartiment en minisèrie o telefilme pel seu paper de "Big Mama" en la versió de 1985 de l'obra de Tennessee Williams La gata sobre la teulada de zinc.

## Vida personal
Stanley es va casar en quatre ocasions. Els seus marits van ser Bruce Hall (casats el 1945, divorciats el 1946), Curt Conway (casats el 1949, divorciats el 1956), Alfred Ryder (casats els 1958, divorciats el 1964) i Joseph Siegel (casats el 1964, divorciats el 1967). Va tenir tres fills, un amb Conway, un altre amb Brooks Clift (germà de Montgomery Clift) mentre estava casada amb Conway, i el tercer amb Ryder. D'altra banda, mentre estava casada amb Alfred Ryder, Kim Stanley es va convertir al judaisme. En els seus últims anys va deixar l'actuació per dedicar-se a l'ensenyament.
Kim Stanley va morir a causa d'un càncer d'úter el 2001 a Santa Fe (Nou Mèxic), en la residència en la qual vivia. Tenia 76 anys.
La seva biografia, Female Brando: the Legend of Kim Stanley  escrita per Jon Krampner, es va publicar a la primavera de 2006.

## Filmografia[4]
- 1958: The Goddess: Emily Ann Faulkner
- 1962: To Kill a Mockingbird: Narrador (veu)
- 1964: Seance on a Wet Afternoon: Myra
- 1966: The Three Sisters: Masha
- 1968: Flesh and Blood (TV): Della
- 1969: U.M.C. (TV): Joanna Hanson
- 1970: Dragon Country (TV)
- 1982: Frances: Lillian Farmer
- 1983: Escollits per a la glòria (The Right Stuff): Pancho Barnes
- 1985: Cat on a Hot Tin Roof (TV): Big Mama

## Premis i nominacions[5]

### Premis
- 1963: Primetime Emmy a la millor actriu en sèrie per Ben Casey
- 1964: Premi a la millor actriu, per la National Board of Review per Seance on a Wet Afternoon
- 1964: Premi NYFCC a la millor actriu per Seance on a Wet Afternoon
- 1985: Primetime Emmy a la millor actriu secundària en sèrie o especial per Cat on a Hot Tin Roof

### Nominacions
- 1965: Oscar a la millor actriu per Seance on a Wet Afternoon
- 1965: BAFTA a la millor actriu estrangera per Seance on a Wet Afternoon
- 1983: Oscar a la millor actriu per Frances
- 1983: Globus d'Or a la millor actriu secundària per Frances